# 角田貴志
角田 貴志（つのだ たかし、1977年9月19日 -）は日本の元競輪選手である。福島県出身。国際武道大学卒業。日本競輪学校第93期卒業。日本競輪選手会福島支部に所属していた。師匠は松崎稔。

## 来歴
全国高校総体、関東インカレに400mHで出場した。
初出走は2008年1月5日、平塚競輪場。初勝利は2008年2月4日、いわき平競輪場。
30歳デビューのオールドルーキー。年齢制限撤廃の恩恵を受けた内の一人である。
2015年11月05日に登録抹消し引退した。